# Cowichan River
Der Cowichan River ist ein Fluss auf Vancouver Island.

## Flusslauf
Der Cowichan River fließt aus dem von Bergen umgebenen Cowichan Lake kommend südöstlich über eine Strecke von 47 km durch Wälder und Felder bis zu einer weiten Flussmündung in die Cowichan Bay nahe der Stadt Duncan. Nach der Gemeinde Lake Cowichan durchquert er dabei auch dem Cowichan River Provincial Park.
Das Wort „Cowichan“ stammt von „Khowutzun“ aus der Sprache der Küstensalish und bedeutet „von der Sonne erwärmtes Land“. Es gibt im Winter kaum Eis auf dem Fluss.
Das den Gezeiten ausgesetzte Mündungsgebiet ist ein Überwinterungsgebiet für Tausende von Wasservögeln, während Lachse und Forellen im Oberlauf des Flusses und seiner Nebenflüsse ihren Laich ablegen. Dies sicherte einen reichen Nahrungsvorrat für die Ureinwohner und der Fluss war ein zentraler Wohnort für die Küstensalish. Heute ist der Fluss Heimat für die Lake Cowichan First Nation und ein Erholungsort für die naheliegenden Gemeinden. An der Mündung stand ursprünglich ein Dorf der Lyackson namens T'aat'ka7.
Ein Pfad führt über die gesamte Flusslänge und von einem 20 km langen Park aus kann man im Fluss fischen, schwimmen und Kanu fahren.
Seit 2004 ist der Cowichan River ein Canadian Heritage River.